# إجهاض بالإكراه

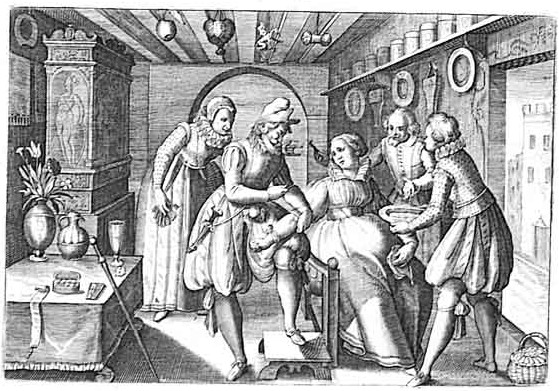

الإجهاض بالإكراه ويُعرف أيضا باسم الإجهاض القسري هو إجهاض المرأة لجنينها عن طريق القوة أو التهديد أو الإكراه أو حتى من خلال الاستفادة من عجز المرأة ودفعها للموافقة على عملية الإجهاض ويُعرَّف بصفة عامة بإجهاض المرأة لما في رحمها تحت الإكراه. ويُمكن للإجهاض بالإكراه أني يتدخل فيه الطبيب الذي يُجري الفحص من خلال استهداف جنين السيدة دون علمها وذلك بطلب من والد الجنين الذي لا يرغب فيه لسبب من الأسباب؛ وقد تزايدت هذه الحالات منذ مطلع القرن الحادي والعشرين حيث يقوم الطبيب عادة باستعمال أدوات غير معقمة تُؤدي لوفاة الجنين أو يقوم باستهداف الأعضاء التناسلية الأنثوية ودفعها على عدم الحمل مجددا.

## جمهورية الصين الشعبية
عرفت ظاهرة الإجهاض القسري انتشارا كبيرا في جمهورية الصين الشعبية وذلك بعدما سنت هذه الأخيرة سياسة الطفل الواحد وبالتالي تضطر كل مرأة حملت بابن ثانٍ إلى إجهاضه قسريا مخافة من عقاب السلطات بسبب مخالفتها للقانون. وقد تسبب هذا الموضوع بجدل كبير في الصين مما دفع بالحكومة إلى الضغط على المسؤولين المحليين حتى لا يستخدمون تكتيكات من شأنها التأثير على قرارات الأمهات الحوامل. في 29 سبتمبر عام 1997 تم تقديم مشروع قانون في الكونغرس الأمريكي بعنوان «إدانة الإجهاض القسري» حيث سعى مشروع القانون إلى «إدانة المسؤولين من الحزب الشيوعي الصيني وحكومة جمهورية الصين الشعبية وغيرهم من الأشخاص الذين يشاركون في تنفيذ الإجهاض القسري من خلال منعهم من الدخول أو البقاء في الولايات المتحدة.» في حزيران/يونيو 2012؛ اضطرت سيدة صينية تُدعى فينغ جيانماي إلى إجهاض جنينها البالغ من العمر 7 أشهر تحت ضغط من السلطات وذلك بعد فشلها في دفع الغرامة المالية كونها كسرت سياسة الطفل الواحد، وقد انتشرت هذه الحادثة كثيرًا في مختلف أنحاء العالم وتم مناقشتها على نطاق واسع في الإنترنت؛ وما زاد من تعقيد الأمور تسرب صور للطفل الذي تم إجهاضه وقد أثارت الصورة اشمئزاز الكثير الذين عبروا عن سخطهم على دولة الصين بسبب دفعها السناء للإجهاض قسريا دون رحمة ودون مراعاة لشروط وظروف الحياة. بعد أسبوعين من الإجهاض القسري؛ رفع بعض النشطاء دعوة ضد السلطات المحلية بتهمة مضايقة المرأة الحامل ودفعها للإجهاض رغما عنها. في 5 يوليو/تموز من نفس العام أصدر البرلمان الأوروبي بيانا قال فيه إنه «يدين وبقوة كل من ساهم في الضغط على فينغ حتى أجهضت جنينها ... خاصة مؤيدي سياسة الطفل الواحد.»
عبر تشن قوانغ تشنغ وهو محامي حافي القادمين (تعبير صيني) عن قلقه إزاء تجاوزات مستقبلية من هذا النوع. وبحلول عام 2012، قل الخلاف حول موضوع الإجهاض بالإكراه وذلك بعدما طمأنت الحكومة شعبها بأنها تبحث عن كل لهذه «المشكلة» بل أنها تُفكر في حل أفضل من حل سياسة الطفل الواحد الذي يُعد المسبب الرئيسي لعملية الإجهاض في الصين، لكن وبالرغم من ذلك فقد تظاهر بعد الحقوقين وطالبوا الحكومة بتسريع عملها وظرورة العثور على حل مناسب لكل الأطراف. وحتى بعد التحول إلى سياسة الطفلين في كانون الثاني/يناير 2016، لا زالت الممارسة تحدث لكن بوتيرة أقل مما كانت عليه من قبل.

## كوريا الشمالية
قامت جمهورية الصين الشعبية بإرجاع جميع مهاجريها غير الشرعيين من كوريا الشمالية والذي عادة ما يتم سجنهم هناك على المدى القصير. العديد من الهاربين من كوريا الشمالية أكدوا على أن الإجهاض القسري منتشر وبكثرة داخل سجون كوريا الشمالية؛ ليس هذا فقط بل حتى وأد البنات منتشر بشكل رهيب جدا هناك.

## الولايات المتحدة
قامت الناشطة لورا يدرر عام 2014 بإجراء سلسلة من الأبحاث في مجال مكافحة الاتجار بالبشر وقد أكدت على أن 25% من النساء الذين قابلتهن وأجرت معهن حوارات أكدن لها أنهن تعرضن للإجهاض بالإكراه وذلك بعد حملهن بشكل غير متوقع.

## الإجهاض المبني على الجنس
قد يحدث الإجهاض القسريّ في شكل الإجهاض المبني على الجنس، حيث يُمارس الإجهاض بناءً على جنس الجنين المتوقَّع. أكثر صور هذا الإجهاض شيوعًا هو إجهاض أجنة الإناث في المناطق التي ينال الذكر تفضيلًا على الأنثى، خاصة في أجزاء شرق آسيا وجنوب آسيا، في دول مثل جمهوريّة الصين الشعبية والهند وباكستان. وثقت أول حالات إجهاض مبني على الجنس في 1975، ثم أصبحت شائعة بعد ذلك في نهاية الثمانينات في كوريا الجنوبيّة والصين وفي الهند بعد ذلك.
```
يلاحظ العديد من الأكاديميّين صعوبة التصالح مع الطبيعة التمييزيّة للإجهاض المبني على الجنس، لأن ذلك يتعارض مع حق المرأة في التحكُّم في جسدها الخاص. يظهر هذا الصراع أثناء مناقشة قوانين الإجهاض المبني على الجنس. يكتب وايس (1995:205): «التحدي الأوضح بالنسبة للإجهاض المبني على الجنس يقع أمام النسويّات المؤيدات لحقوق الإجهاض، وهو صعوبة التصالح مع الموقف المؤيد للإجهاض نظرًا للعوائق الأخلاقيّة لقبول الإجهاض بناءً على الجنس (خاصة أن ضحايا هذا النوع من الإجهاض هن الإناث)». [156]
```

## قتل الأجنة الإناث في الهند
قتل الأجنة الإناث في الهند هو عمليّة إجهاض للأجنة الإناث خارج الطرق القانونيّة. يزداد مُعدَّل قتل الأجنة الإناث في الهند يومًا بعد يوم. يُفترض أن النسبة الطبيعيّة بين الإناث والذكور هي 103 و107 وأي رقم يتجاوز ذلك يُعتبر مؤشرًا على قتل الأجنة الإناث. طبقًا لتعداد السكان الهنديّ، تزداد نسبة الجنس في الأعمار بين 0 و 6 سنوات، بعد أن كانت 102.4 ذكرًا لكل 100 أنثى في 1961 حتى أصبحت 104.2 في 1980 و107.5 في 2001 و108.9 في 2011. تقترح بيانات التعداد الهنديّة وجود علاقة بين ارتفاع المستوى الاقتصاديّ الاجتماعيّ ومستوى التعليم وارتفاع نسبة إجهاض الإناث. ربما يكون ذلك مرتبطًا بنظام المهور في الهند، حيث يحدث قتل المهور عندما يُنظر للبنت على أنها عبء اقتصاديّ. تنطوي بيانات التعداد على انتشار قتل الأجنة الإناث في الهند العمرانيّة في المناطق التي يقطن بها الهندوس والمسلمون والمسيحيّون، وكذلك معدَّل جنس الأطفال الطبيعيّ 104-106 من الذكور إلى 100 أنثى موجود في مناطق يقطن بها الهندوس والمسلمون والمسيحيّون أيضًا. تعارض تلك النتائج الفرضيات التي تقترح أن الإجهاض المبني على الجنس هو ممارسة بدائيّة تحدث في المناطق غير المتعلِّمة أو الفقيرة من المجتمع الهنديّ.